# دونرمی-لا-پوسل
دومرمی-لا-پوسل (به فرانسوی: Domrémy-la-Pucelle به معنای دونرِمیِ دوشیزه) یک کمون در فرانسه است که در Canton of Coussey واقع شده‌است.

## خصوصیات
دومرمی-لا-پوسل ۸٫۹۹ کیلومترمربع مساحت و ۱۵۵ نفر جمعیت دارد و ۲۷۰ متر بالاتر از سطح دریا واقع شده‌است.
این روستا محل تولد ژان دارک قدیسه مسیحی و یکی از افراد تاثیر گذار در جنگ صدساله میان فرانسه و انگلیس میباشد.

## نگارخانه

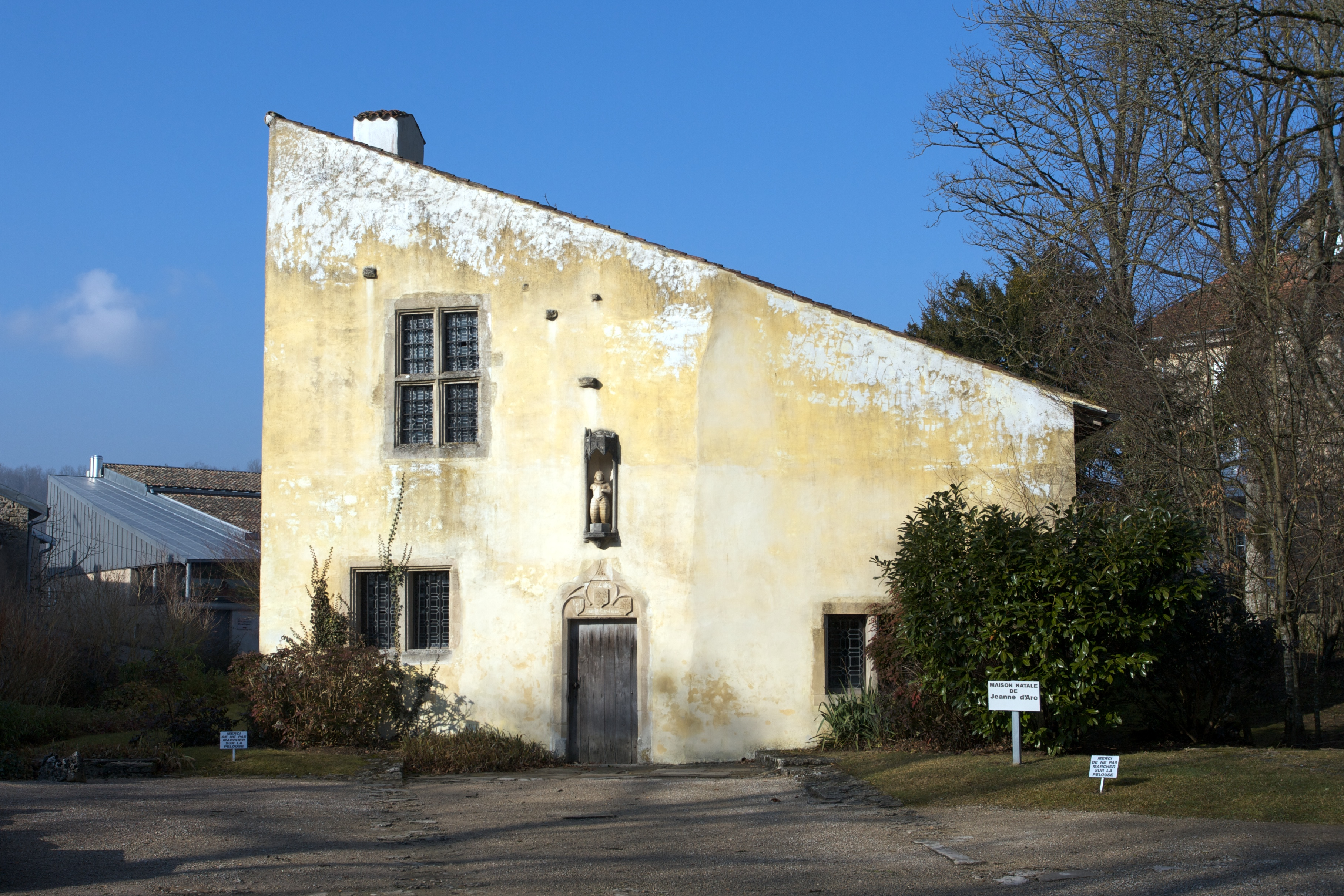
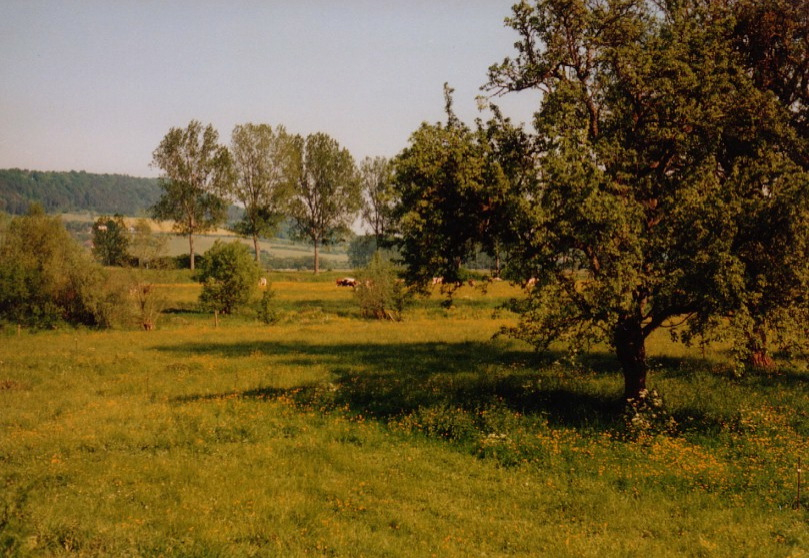
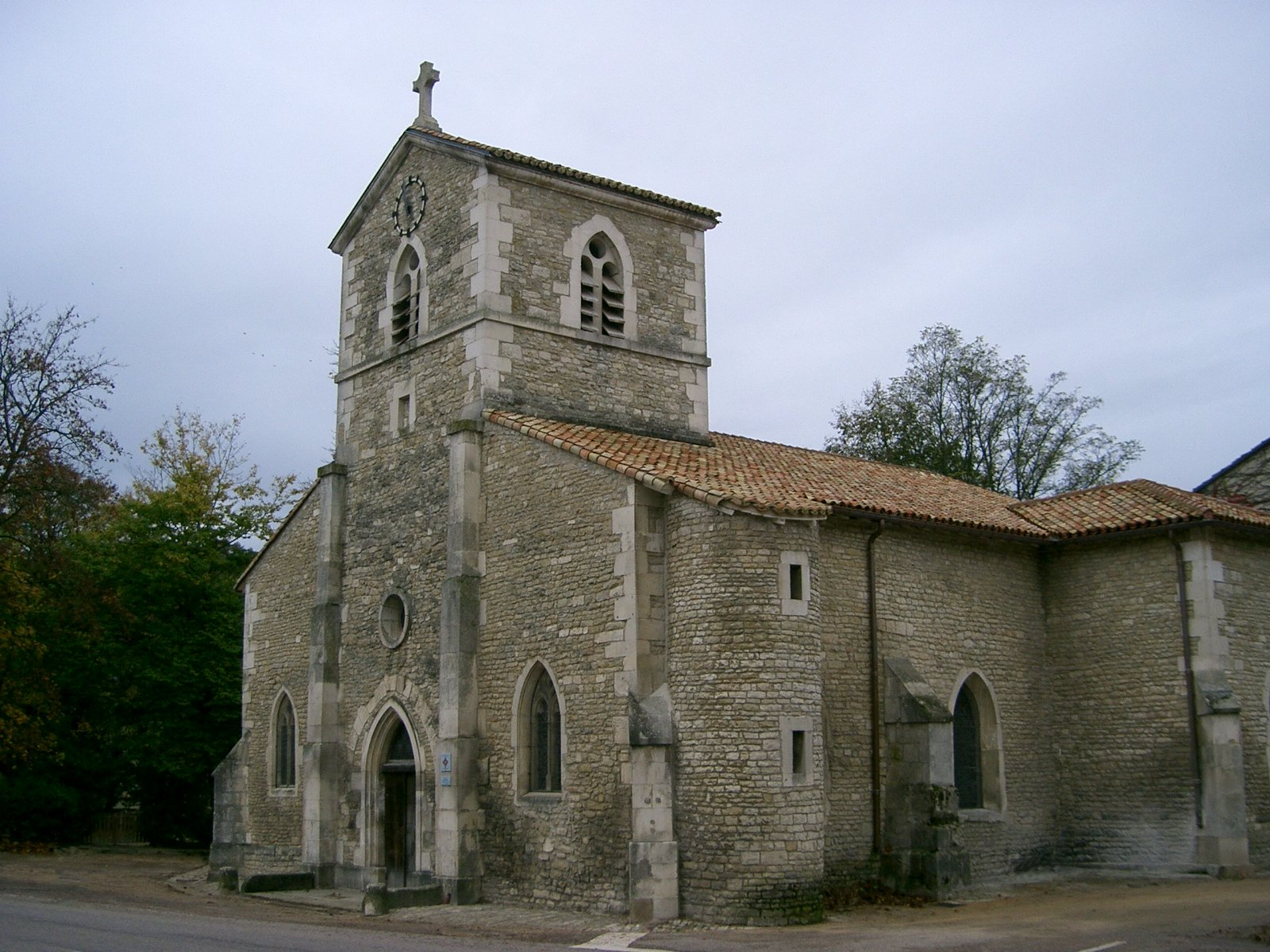